# Giorgio Ier Ghisi
Pour les articles homonymes, voir Ghisi.
Giorgio Ier Ghisi fut un noble latin d'origine vénitienne, seigneur de Tinos et Mykonos, baron de Chalandrítsa puis tiercier d'Eubée du chef de ses épouses successives.

## Biographie
Il était le fils de Bartolomeo Ghisi, seigneur de Tinos et Mykonos, et le petit-fils d'Andrea Ghisi, qui avait conquis les îles au début du XIIIe siècle dans les suites de la quatrième croisade.
Du vivant de son père, il avait épousé la fille et héritière de Guy de Dramelay et était ainsi devenu baron de Chalandrítsa, l'une des douze baronnies originelles de la principauté d'Achaïe. En 1292, alors qu'il occupait la charge de capitaine de la châtellenie de Kalamata, il attaqua les troupes de Roger de Lauria qui avaient débarqué près de Pýlos. L'amiral revenait d'une campagne contre l'Empire byzantin, au cours de laquelle il avait aussi mis à sac certaines possessions latines de l'Égée, dont Tinos et Mykonos. Cependant, Giorgio Ghisi fut battu et capturé par les Catalans et dut payer une rançon de 10 000 hyperpères pour sa libération.
Son épouse étant décédée avant lui, la baronnie de Chalandritsa passa dans d'autres mains, peut-être celles d'un gendre (inconnu) marié à une fille hypothétique. L'affirmation de K. Hopf selon laquelle deux filles auraient épousé respectivement Pietro dalle Carceri et Martin Zaccaria et leur auraient apporté à chacun une moitié de la baronnie semble sans fondement.
Vers 1299, il se remaria avec Alice dalle Carceri, héritière du tiers central de l'île d'Eubée. En l'épousant, il devint ainsi l'un des trois seigneurs tierciers qui se partageaient l'île.
Au printemps-été 1302, au cours d'une guerre entre Venise et l'Empire byzantin, il s'associa avec deux autres citoyens vénitiens, Belletto Giustinian et Bartolomeo Michiel, pour reconquérir les îles de Kéa et Sérifos. Celles-ci avaient été reconquises sur les Latins au profit des Byzantins une vingtaine d'années auparavant par Licario. Les forces de la république vénitienne étaient appuyées par des particuliers qui armaient des navires sur leurs fonds propres et recevaient en échange le droit de garder les territoires conquis. Selon les termes de l'accord entre les trois associés, Ghisi devait recevoir la moitié de chaque île, et ses deux collègues un quart chacun. Profitant des circonstances, Giorgio occupa cependant la majeure partie des deux îles, ce qui poussa ses anciens associés à lui intenter un procès qui dura au moins jusqu'en juillet 1304 et dont l'issue précise n'est pas connue (chacune des parties conservant cependant des possessions dans les deux iles.
À la mort de son père (après septembre 1302), Giorgio Ghisi hérita du fief familial, les îles de Tinos et Mykonos.
Il mourut le 15 mars 1311 lors de la défaite du duc d'Athènes contre la compagnie catalane à la bataille d'Halmyros. Sa veuve Alice assura la régence pour son fils encore mineur Bartolomeo, qui lui succéda.
De sa seconde épouse, il eut un autre fils, Marino, et probablement au moins une fille, Filippa, qui reçut la moitié de Sérifos en dot. L'existence selon Hopf d'une seconde fille, Alice, est en revanche rejetée par Loenertz.

## Numismatique
Une monnaie à son nom a (entre autres) été trouvée en 1895 au cours des fouilles de Delphes.